# Johann Zierenberg
Johann Zierenberg, auch Czierenberg, Zirenberg, Czirenberg, Czyrenberch, (* 1. September 1574 in Danzig; † 21. April 1642 ebenda) war ein deutscher Politiker sowie Bürgermeister und königlicher Burggraf von Danzig.

## Leben
Zierenberg wurde 1574 geboren als Sohn des Danziger Bürgermeisters Daniel Zierenberg und dessen Ehefrau Anna, geb. Schachmann, Schwester des Bürgermeisters Bartholomäus Schachmann. Johann Zierenberg lernte im Akademischen Gymnasium Danzig, danach studierte er in Krakau und Leipzig.
Nach dem beendeten Studium wurde er 1603 zum Schöffen, 1615 zum Ratsherrn und 1617 zum Richter gewählt. In den Jahren 1631, 1635 und 1639 bekleidete er das Amt des Bürgermeisters von Danzig, 1625, 1626 und 1636 zusätzlich das Amt des königlichen Burggrafen.
In den dreißiger Jahren des 17. Jahrhunderts war Johann Zierenberg einer der aktivsten Anführer der Danziger Calvinisten, er verfasste sogar polemische theologische Schriften gegen die Anführer der Danziger Lutheraner, den Pastor Johannes Corvinus und den Ratsherrn Johannes Ernst Schröder.